# Гара-Леу
Гара-Леу (рум. Gara Leu) — село у повіті Сучава в Румунії. Входить до складу комуни Дрегушень.
Село розташоване на відстані 323 км на північ від Бухареста, 40 км на південний схід від Сучави, 82 км на захід від Ясс.

## Населення
За даними перепису населення 2002 року у селі проживала 31 особа, усі — румуни. Усі жителі села рідною мовою назвали румунську.